# Don Kent
Donald Theodore "Don" Kent (Chicago, 20 de abril de 1944 –Spartanburg, 9 de agosto de 2015) fue un coleccionista estadounidense de grabaciones de blues y bluegrass , fundador y dueño de compañía discográficas tales como Mamlish Records, Country Turtle Records, Flying Crow Records, y un muy requerido escritor de notas en las cubiertas de discos, de sus propias marcas y de otras como Yazoo Records. Muchas de las reediciones de álbumes de blues de los años '60 y '70 usaron grabaciones en 78 rpm de su extensa colección.
Estuvo empleado como trabajador social en el Departamento de Servicios Sociales de la ciudad de Nueva York. En los años '60 fue miembro de la llamada "Mafia del Blues de Nueva York", un grupo de adeptos al blues. Otros miembros de este grupo eran Steve Calt (escritor de notas y libros), Samuel Charters (RBF Records), Lawrence 'Larry' Cohn (CBS/Epic, Columbia/Sony Records), John Fahey (alias 'Blind Joe Death', Takoma Records), Michael Stewart (alias 'Backwards Sam Firk'), Stefan Grossman (alias 'Kid Future', Kicking Mule Records), Tom Hoskins (alias 'Fang', quien "redescubrió"  a Mississippi John Hurt), Bernie Klatzko (Herwin Records), Jim McKune, Nick Perls (Yazoo y Blue Goose Records), Phil Spiro (quien, junto con Nick Perls y Dick Waterman,  "redescubrió"a  Eddie 'Son' House) y Pete Whelan (Origin Jazz Library)
Murió en el Centro Médico Regional en Spartanburg, Carolina del Sur, a los 71 años.